# Charles Jonnart
Charles Célestin Auguste Jonnart, né à Fléchin le 27 décembre 1857 et mort à Paris (7e) le 30 septembre 1927, est un homme politique français.

## Biographie
Issu d’une famille bourgeoise du Nord, Charles Jonnart fait ses études à Saint-Omer, puis à la faculté de droit de Paris. Séduit par l’Algérie qu’il avait visité jeune homme, il est nommé par Gambetta au cabinet du gouverneur général de l’Algérie en 1881. En 1884, il est nommé directeur du service de l'Algérie au ministère de l'Intérieur.
Entamant une carrière politique aux côtés des libéraux, il est élu en 1886 conseiller général de Saint-Omer, puis en 1889, député du Pas-de-Calais. Réélu en 1893, il se distingue à la Chambre par ses fréquentes interventions sur les questions coloniales touchant notamment à l’organisation de l’Algérie. Il est à nouveau réélu en 1898, 1902, 1906 et 1910.
Le 19 octobre 1891, il épouse à Lyon (2e arrondissement) Joséphine Marie Aynard, fille du député Édouard Aynard, et de Rose Pauline de Montgolfier, en présence notamment d'Alexandre Ribot, ministre des affaires étrangères, et de Léon Say, ancien ministre des finances.
Choisi en 1893 par Jean Casimir-Perier pour occuper le poste de ministre des Travaux publics, il est victime la même année d'un accident de voiture.
En 1900, il retourne en Algérie, où il est nommé gouverneur général par Waldeck-Rousseau, fonction dont il démissionne en 1901 pour raisons de santé. De retour à Alger en 1903, il contribue à accélérer la carrière du futur maréchal Lyautey. Celui-ci, qui n’était encore que colonel, est promu général et se voit confier par Jonnart l’exécution de la politique algéro-marocaine. En tant que gouverneur d'Algérie, Jonnart met en place le "Comité du vieil Alger" soucieux de préserver le patrimoine historique pré colonisation de la ville.

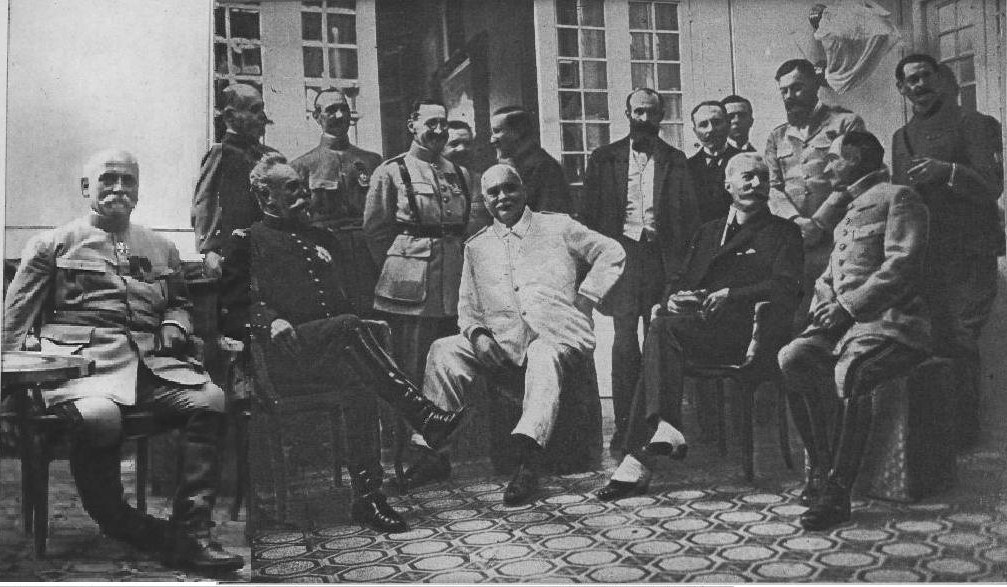
Charles Jonnart (en frac et guêtres) lors d'un repas à Athènes en juillet 1917 en compagnie de Régnault et de Sarrail.

Revenu en métropole pour siéger de nouveau au parlement en 1911, Charles Jonnart est nommé ministre des Affaires étrangères dans le cabinet Briand à la veille de la guerre. 
Élu sénateur du Pas-de-Calais en 1914, il préside la commission des Affaires étrangères du Sénat. Il est brièvement ministre du Blocus au sein du gouvernement Clemenceau, puis les puissances alliées le choisissent comme mandataire auprès du roi Constantin Ier de Grèce pour le contraindre à abdiquer.
En janvier 1918, Jonnart est chargé des fonctions de gouverneur général de l'Algérie pour mettre en œuvre un train de réformes. Son nom est associé à la loi promulguée en février 1919, qui ouvre l'accès à la citoyenneté française aux indigènes musulmans, sous certaines conditions, et améliore leur représentation politique.
Après la guerre, il devient président du Parti républicain démocratique en 1920, puis il est nommé ambassadeur de France auprès du Saint-Siège, avec la mission délicate de renouer les relations diplomatiques avec le Vatican.
Il est élu membre de l'Académie des sciences morales et politiques en 1918 et membre de l'Académie française en 1923, au siège jusqu'alors occupé par Paul Deschanel, contre qui il avait en vain brigué la présidence de la République en 1920.

## Hommages
Plusieurs communes du Pas-de-Calais ont baptisé une rue du nom de Charles Jonnart : Saint-Omer, où il a fait ses études, Fléchin, où il est né, Fauquembergues, dont il fut conseiller général, Quelmes.

## Principales publications
- Exposé de la situation générale de l'Algérie : 1906, Alger, Imprimerie administrative, 1907, 429 p.
- Exposé de la situation générale des territoires du sud de l'Algérie. Année 1906, Alger, Heintz, 1907, 207 p.
- Œuvres complètes de Charles Jonnart, de l'Académie des sciences morales et politiques, Paris, Fayard, 1923.